# Lidelse (1945)
Lidelse är en svensk film från 1945 i regi av Gösta Cederlund. Filmen blev Cederlunds sista regiuppdrag och i rollerna ses bland andra Georg Rydeberg, Karin Kavli och Barbro Kollberg.

## Om filmen
Inspelningen ägde rum 1944 i Centrumateljéerna i Stockholm efter ett manus av Alexander Faragó. Håkan von Eichwald och Jerry Högstedt komponerade originalmusik till filmen och i övrigt användes musik av Osvaldo Fresedo och Franz Grothe. Filmen premiärvisades den 13 augusti 1945 på biografen Anglais i Stockholm och var 69 minuter lång och tillåten från 15 år.

## Handling
Målaren Arthur Högberg bor tillsammans med sin hustru Marianne i ett stort hus på landsbygden någonstans i Sverige. Marianne vantrivs och längtar tillbaka till Stockholm, där hon tidigare arbetat som skådespelare. Efter en serie händelser lämnar Marianne maken och han förälskar sig i stället i den unga flickan Inga. Marianne förklarar då att hon är Ingas mor och att om Arthur skulle ingå ett förhållande med flickan så skulle det räknas som otukt då ett förhållande mellan styvfar och styvdotter var olagligt. Inga och Arthur trotsar detta och polis tillkallas. Innan Arthur hinner gripas begår han dock självmord genom att skjuta sig själv.

## Rollista
- Georg Rydeberg – Arthur Högberg, konstnär
- Karin Kavli – Marianne, Arthurs hustru, skådespelerska
- Barbro Kollberg – Inga, Mariannes dotter
- Åke Engfeldt – Pedro Ekberg, skådespelare
- Hjördis Petterson	– Britta, hembiträde
- Gösta Cederlund – landsfiskal
- Sten Lindgren – läkare
- Carl Barcklind – advokat
- Marianne Lindberg – ej identifierad roll

### Fotnoter
1. 1 2 3  ”Lidelse”. Svensk Filmdatabas. http://sfi.se/sv/svensk-filmdatabas/Item/?itemid=4107&type=MOVIE&iv=Basic&ref=/templates/SwedishFilmSearchResult.aspx?id%3d1225%26epslanguage%3dsv%26searchword%3dlidelse%26type%3dMovieTitle%26match%3dBegin%26page%3d1%26prom%3dFalse. Läst 17 april 2013.